# Różanecznik krótkoowocowy
Różanecznik krótkoowocowy (Rhododendron brachycarpum) – gatunek krzewu, należący do rodziny wrzosowatych. Pochodzi z jodłowych i świerkowych lasów Korei. Gatunkowa nazwa „krótkoowocowy” odnosi się do kształtu torebek nasiennych. Cechuje go wysoka odporność na surowe warunki klimatyczne.

## Morfologia
PokrójZimozielony 2-3 metrowy krzew o zwartym, okrągłym pokroju.
LiściePodłużne lub jajowate, u dołu pokryte białym kutnerem.
KwiatyBiałe do bladoróżowych (w odmianach uprawnych również pomarańczowe), pojawiające się w czerwcu i lipcu.

## Uprawa
WymaganiaW Polsce jest całkowicie mrozoodporny (strefy mrozoodporności 4-9), znosi bez szwanku najcięższe u nas mrozy, pod warunkiem, że na jesieni został dobrze nawodniony. Lubi miejsca półcieniste, o stałej wilgotności podłoża. Podłoże powinno być żyzne, próchniczne, o kwaśnym odczynie (pH 4– 5). Takie podłoże można otrzymać poprzez dodanie do dobrej ziemi ogrodniczej kwaśnego torfu, zmielonej kory lub przegniłego igliwia. Źle toleruje silne wiatry (powodujące zwiększoną transpirację), dlatego powinien rosnąć na zasłoniętym stanowisku. Doskonale prezentuje się na tle iglaków. Ze względu na mrozoodporność gatunek został wykorzystany do tworzenia tak zwanych odmian fińskich, które wytrzymują mrozy do nawet czterdziestu stopni Celsjusza. Czołowym przedstawicielem owej grupy, jest odmiana ‘Helsinki University’.
Sposób uprawySadzi się go tylko wraz z bryłą korzeniową. W utrzymaniu wilgoci pomaga ściółkowanie podłoża. Łatwo można przesadzać nawet duże różaneczniki (oczywiście wraz z bryłą korzeniową), gdyż mają zwartą, niedużą bryłę korzeniową. Należy systematycznie nawozić od maja do sierpnia, ale niedużymi dawkami nawozów, gdyż jest wrażliwy na zasolenie gleby, lub stosować nawozy o przedłużonym działaniu. Koniecznie należy stosować nawozy kwaśne (siarczan amonu, siarczan potasu), a najlepiej specjalne mieszanki nawozów do rododendronów. Nie należy wapnować. Aby rośliny obficie kwitnęły na następny rok, należy po przekwitnięciu ściąć całe kwiatostany, gdyż stają się nieładne, a ponadto wyczerpują nadmiernie roślinę. Nie wymaga żadnego cięcia, należy tylko usuwać uschnięte liście i obumarłe pędy.